# Divisione fanteria "Legnano"
La Divisione fanteria "Legnano" è stata una Grande Unità dell'Esercito Italiano. Costituita nel 1945 come Divisione fanteria "Legnano" è stata riconfigurata come brigata meccanizzata nel 1975, con la denominazione di Brigata meccanizzata "Legnano", dipendente dal III Corpo d'armata di Milano, e inquadrata nella Divisione corazzata "Centauro" assieme alle brigate "Goito" e "Curtatone", aveva il suo comando generale a Bergamo. L'Unità era schierata con tutti i suoi reparti in Lombardia ed aveva una forza di 4.760 uomini (272 ufficiali, 630 sottufficiali e 3.858 uomini di truppa). La "Legnano" è stata impegnata in operazioni civili, come il soccorso delle popolazioni terremotate in Friuli nel 1976, in Irpinia nel 1980 e in interventi militari, come l'operazione in Libano, Italcon del 1982, guerra del Golfo 1991 e in Somalia del 1993. Fu sciolta nel 1996 a seguito dell'emanazione del nuovo modello di difesa delle forze armate italiane dovuto allo scioglimento del patto di Varsavia. Tuttavia sopravvisse sino al 31 dicembre 1997 come Comando unità di supporto "Legnano" con 6 reggimenti dipendenti, più ovviamente il re.co.su.tat., privato della compagnia trasmissioni in quanto inquadrava il 1º Reggimento trasmissioni di Milano.

## Storia
La 58ª Divisione fanteria "Legnano" fu costituita per il Regio Esercito l'8 febbraio 1934 dai reggimenti 7º Reggimento fanteria "Cuneo" ed 8º Reggimento fanteria "Cuneo" e dal 67° "Palermo" con il supporto del 27º Reggimento artiglieria. Nel 1936 mobilitò i suoi uomini per la campagna d'Etiopia. Con la riorganizzazione del 24 maggio del 1939, la Divisione si separò in due divisioni, la 6ª Divisione fanteria "Cuneo" e la 58ª Divisione fanteria "Legnano". Quest'ultima dispose dei reggimenti 67º e 68º fanteria "Legnano" (il primo con il Comando nella caserma Cadorna a Legnano, il secondo a Como) e del 58º Reggimento artiglieria "Legnano". Durante la seconda guerra mondiale operò in Francia fin dal 1940 per poi essere spostata sul fronte greco-albanese nel 1941. Nel 1942 fu nuovamente dislocata sul fronte francese per poi essere inviata nell'agosto del 1943 in Puglia. Alla proclamazione dell'armistizio dell'8 settembre 1943 reagì con fermezza. Nello stesso anno perse i reggimenti 58º artiglieria ed il 67º fanteria, che venne aggregato al Primo Raggruppamento Motorizzato, costituito il 27 settembre 1943 a San Pietro Vernotico in provincia di Lecce sulla base del Comando fanteria della Divisione "Legnano", prima grande unità combattente organizzata dell'esercito regolare ad entrare in linea a fianco degli alleati, cellula originaria del Corpo Italiano di Liberazione, che a dicembre sarebbe stato protagonista nella battaglia di Montelungo. Il 17 febbraio 1944 la divisione venne ufficialmente sciolta.

### Gruppo di Combattimento "Legnano"
Il 24 settembre 1944 venne costituito il Gruppo di Combattimento "Legnano", al comando del generale Umberto Utili, con il 68º reggimento fanteria, rinforzato dal 9º reparto d'assalto, dal 3º Reggimento Alpini e del 4º bersaglieri.
Il Gruppo si schierò sull'Appennino lungo il fiume Idice puntando alla liberazione di Bologna.

### Divisione fanteria "Legnano"
Il 15 ottobre 1945 il Gruppo di Combattimento riassunse il nome di Divisione fanteria "Legnano", con sede a Bergamo, alle dipendenze del III Comando Militare Territoriale di Milano ampliando gli organici con il 3º Gruppo Esplorante Cavalieri ed il Reggimento artiglieria a Cavallo.
Ordine di battaglia alla ricostruzione
- 67º Reggimento fanteria "Legnano"
- 68º Reggimento fanteria "Legnano"
- Gruppo Esplorante Divisionale "3° Cavalieri"
- 11º Reggimento artiglieria da campagna
- LI Battaglione Misto Genio
- Servizi Divisionali

Dopo l'ampliamento dell'organico la Divisione assume la seguente fisionomia:
- 67º Reggimento fanteria "Legnano"
- 68º Reggimento fanteria "Legnano"
- 3º Reggimento Cavalleria Blindata "Gorizia Cavalleria"
- 11º Reggimento artiglieria da campagna
- 2º Reggimento artiglieria controaerei leggera
- Reggimento artiglieria a cavallo "Voloire"
- LI Battaglione Genio Artieri
- 51ª Compagnia Genio Collegamenti
- Comando Unità Servizi

La Divisione passa poi alle dipendenze del III Corpo d'armata costituitosi a Milano negli anni cinquanta e assuma le denominazione di Divisione fanteria motorizzata "Legnano". Dopo il passaggio alle dipendenze del III Corpo d'armata la Divisione ha assunto la seguente fisionomia organica:
- 67º Reggimento fanteria "Legnano"
- 68º Reggimento fanteria "Legnano"
- 3º Reggimento Cavalleria Blindata "Gorizia Cavalleria"
  - I Gruppo Squadroni
    - 1º Squadrone - su autoblindo M8 GREYHOUND
    - 2º Squadrone - su VTT Autoprotetti WHITE

  - II Gruppo Squadroni
    - 3º Squadrone - su autoblindo M 8 GREYHOUND
    - 4º Squadrone - su VTT Autoprotetti WHITE

  - III Gruppo Squadroni
    - 5º Squadrone - su mitragliatrici da 12,7 quadrinate c.a. su HALF TRACK e cannoni da 57/50 controcarri
    - 6º Squadrone - M5 A1 STUART
- 11º Reggimento artiglieria da campagna
- 2º Reggimento artiglieria controaerei leggera
- Reggimento artiglieria a cavallo "Voloire"
- LI Battaglione Genio Artieri
- 51ª Compagnia Genio Collegamenti
- Comando Unità Servizi

Il LI Battaglione Genio Artieri venne poi ridenominato LI Battaglione Genio Pionieri e la 51ª Compagnia Genio Collegamenti assunse la denominazione di 51ª Compagnia Trasmissioni.
Con la riorganizzazione dell'Esercito Italiano del 1958 che prevedeva la riduzione delle divisioni corazzate da tre a due, il 1º maggio 1959 la Divisione "Legnano" ricevette dalla disciolta Divisione corazzata "Pozzuolo del Friuli" il 4º Reggimento carristi, che, in aderenza agli standard NATO, che prevedevano per ogni Divisione di fanteria la presenza di un raggruppamento corazzato, a composizione mista meccanizzata-corazzata, venne ridenominato 4º Reggimento fanteria corazzato e riconfigurato, con comando e compagnia comando di Reggimento, XX Battaglione carri, equipaggiato con carri M47 Patton, IX Battaglione bersaglieri e compagnia bersaglieri controcarri. Dal 24 maggio 1961 il IX Battaglione Bersaglieri assunse il numerico di II Battaglione bersaglieri, equipaggiato con VTT M113.
Nel corso degli anni sessanta la Divisione cambia fisionomia organica che vede anche un ammodernamento degli armamenti con l'inquadramento di nuovi reparti tra cui una Sezione Aerei Leggeri e il 4º Reggimento Fanteria corazzato, mentre vengono ceduti al 4º Corpo d'armata il 3º Reggimento cavalleria blindata "Gorizia Cavalleria", tornato a ridenominarsi 3º Reggimento "Savoia Cavalleria" nel 1958 e il Reggimento artiglieria a cavallo "Voloire" passato alle dipendenza delle Truppe di Corpo d'Armata del III Corpo d'armata. A metà degli anni sessanta la fisionomia organica era la seguente:
- 67º Reggimento fanteria "Legnano"
- 68º reggimento fanteria "Legnano"
- 4º Reggimento fanteria corazzato
  - II Battaglione bersaglieri - su VTT M 113
  - XX Battaglione carri - su carri armati medi M47 PATTON
    - Compagnia bersaglieri controcarri - con mortai da 106 s.r.
- Battaglione Esplorante Divisionale "Legnano"
  - 1ª Compagnia Esplorante - su VTT M113 e carri armati leggeri M24 CHAFFEE
  - 2ª Compagnia Esplorante - su VTT M113 e carri armati leggeri M24 CHAFFEE
- 11º Reggimento artiglieria da campagna
  - I Gruppo Campale - su obici M101 da 105/22
  - II Gruppo Campale - su obici M101 da 105/22
  - III Gruppo Campale - su obici M101 da 105/22
  - IV Gruppo Pesante Campale - su obici M114 da 155/23
  - V Gruppo controaerei leggero - su cannoni L 60 da 40/60
- Sezione Aerei Leggeri "Legnano" - su velivoli L-21B
- LI Battaglione Genio Pionieri
- LI Battaglione Trasmissioni
- Raggruppamento Servizi "Legnano"

Ulteriori ampliamenti si hanno tra la fine degli anni sessanta e l'inizio degli anni settanta con l'inquadramento del VII Gruppo Squadroni Esplorante "Lancieri di Milano" e di una Sezione Elicotteri con velivoli AB 206, mentre la Sezione Aerei Leggeri ha visto la sostituzione degli L-21 con gli aerei da osservazione, da ricognizione e da collegamento L-19.
Alla vigilia della ristrutturazione dell'Esercito Italiano del 1975 la fisionomia organica era la seguente;
- 67º Reggimento fanteria "Legnano" stanziato a Montorio Veronese
- 68º reggimento fanteria "Legnano" stanziato a Bergamo
- 4º Reggimento Fanteria corazzato stanziato a Legnano
  - II Battaglione bersaglieri - su VTT M 113
  - XX Battaglione carri - su carri armati medi M47 PATTON
    - Compagnia bersaglieri controcarri - con mortai da 106 s.r.
- VII Gruppo Squadroni Esplorante "Lancieri di Milano" stanziato a Monza
- 11º Reggimento artiglieria da campagna stanziato a Cremona
  - Reparto Comando
  - I Gruppo artiglieria da campagna equipaggiato con obici da 105/22
  - II Gruppo artiglieria da campagna equipaggiato con obici da 105/22
  - III Gruppo artiglieria da campagna semovente equipaggiato con obici semoventi M7
  - IV Gruppo artiglieria pesante campale equipaggiato con obici M114 da 155/23
- Sezione Aerei Leggeri "Legnano" - su velivoli L-19.
- Sezione Elicotteri "Legnano" - su elicotteri AB 206
- LI Battaglione Genio Pionieri stanziato a Verona
- LI Battaglione Trasmissioni stanziato a Bergamo
- Raggruppamento Servizi "Legnano" stanziato a Lodi

Il 68º Reggimento fanteria "Legnano" aveva la Compagnia Comando e il I Battaglione fanteria stanziati a Bergamo, mentre il II Battaglione fanteria era stanziato a Como, il III Battaglione fanteria stanziato a Brescia e il IV Battaglione fanteria meccanizzata stanziato a Monza.

### Brigata meccanizzata "Legnano"
Con la ristrutturazione dell'Esercito del 1975, che aboliva il livello reggimentale, la grande unità venne riconfigurata in Brigata Meccanizzata "Legnano" e, insieme alle neo costituite brigate "Goito", meccanizzata e "Curtatone" (corazzata), inquadrata nella Divisione corazzata "Centauro", variando la struttura e le unità.
Ordine di battaglia dopo la riconfigurazione
- Reparto Comando e Trasmissioni stanziato a Bergamo
- 67º Battaglione meccanizzato "Montelungo" stanziato a Monza (MI)
- 68º Battaglione meccanizzato "Palermo" stanziato a Bergamo
- 2º Battaglione bersaglieri "Governolo" stanziato a Legnano (MI)
- 20º Battaglione carri "M.O. Pentimalli" stanziato a Legnano (MI)
- Compagnia controcarri "Legnano" stanziato a Monza (MI)
- 11º Gruppo artiglieria da campagna "Monferrato" stanziato a Cremona
- Compagnia genio pionieri "Legnano" stanziato a Cremona
- Battaglione logistico "Legnano" stanziato a Presezzo

Nel 1982 fornì il personale per la prima operazione fuori dall'Italia dell'Esercito dopo la seconda guerra mondiale, la missione in Libano.
Dopo la ristrutturazione dell'Esercito Italiano del 1986 con cui veniva abolito l'ordinamento divisionale e soppresse alcune brigate, la "Legnano" mantenne la medesima fisionomia organica con la Compagnia genio pionieri "Legnano" stanziata a Bergamo riconfigurata in Compagnia genio guastatori che da Bergamo venne trasferita a Cremona.
Nel 1992 con il ripristino del livello reggimentale la brigata mutava ancora fisionomia organica:
- Reparto Comando e supporti tattici stanziato a Bergamo
- 67º Reggimento fanteria corazzato "Legnano" stanziato a Solbiate Olona (VA)
- 2º Reggimento bersaglieri stanziato a Legnano (MI)
- 3º Reggimento bersaglieri stanziato a Milano
- 52º Reggimento artiglieria da campagna semovente "Torino" stanziato a Brescia
- Battaglione logistico "Legnano" stanziato a Solbiate Olona (VA)

Nel settembre 1993 la "Legnano" sostituì la Brigata Folgore in Somalia.
Il 14 settembre 1996 in previsione del nuovo modello di difesa la brigata meccanizzata "Legnano" venne sciolta e il 2° e il 3º Reggimento bersaglieri e il 52º Reggimento artiglieria da campagna semovente "Torino" inquadrati nella Brigata meccanizzata "Centauro".
In tale data fu creato il :
- COMANDO UNITÀ DI SUPPORTO "LEGNANO"
- Reparto comando e servizi "Legnano" stanziato a Bergamo
- 1º Reggimento Trasmissioni stanziato a Milano
- 1º Reggimento Nizza cavalleria stanziato a Pinerolo
- 3º Reggimento Aves "Aldebaran" stanziato a Bresso
- 10º Reggimento Genio Guastatori stanziato a Cremona
- 33º Reggimento di manovra "Ambrosiano" stanziato a Solbiate Olona
- Reggimento artiglieria a cavallo stanziato a Milano

Alla fine del 1997 la Legnano cessò definitivamente di esistere, il reparto comando ed il 3°Aves furono sciolti mentre gli altri reggimenti venivano inquadrati in altre brigate.

#### Stemmi Araldici dei reparti della Brigata meccanizzata "Legnano"

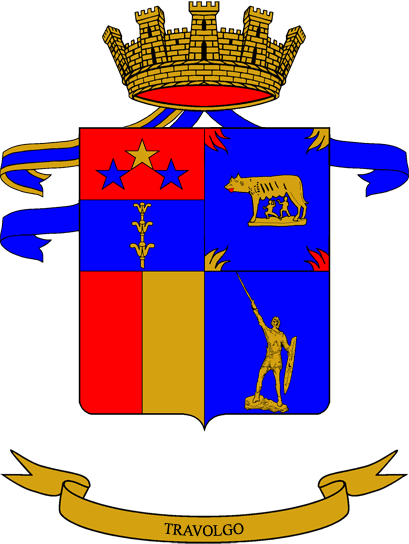
Stemma del 20º Battaglione carri "M.O. Pentimalli"
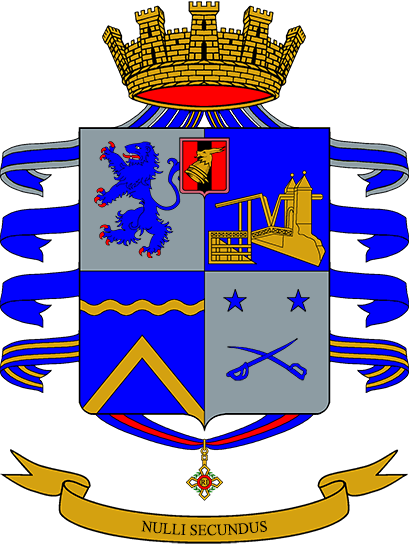
Stemma del 2º Battaglione bersaglieri "Governolo"
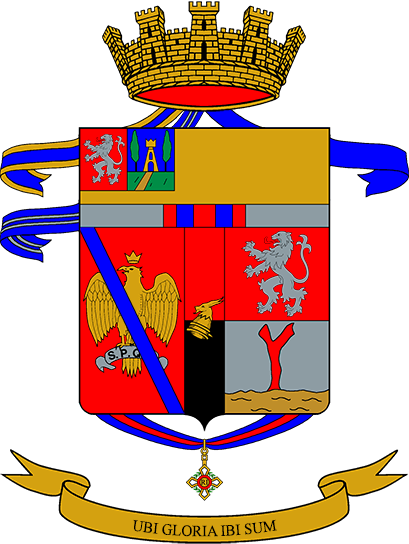
Stemma del 67º Battaglione meccanizzato "Montelungo"
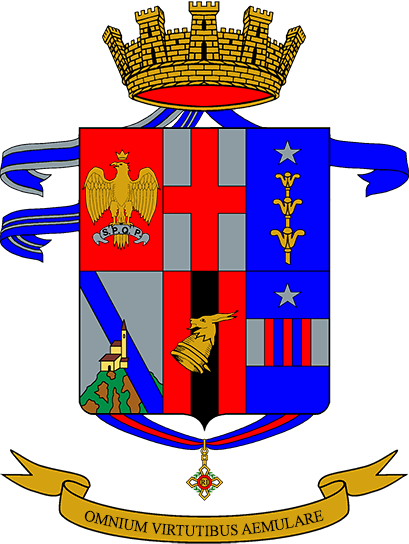
Stemma del 68º Battaglione meccanizzato "Palermo"
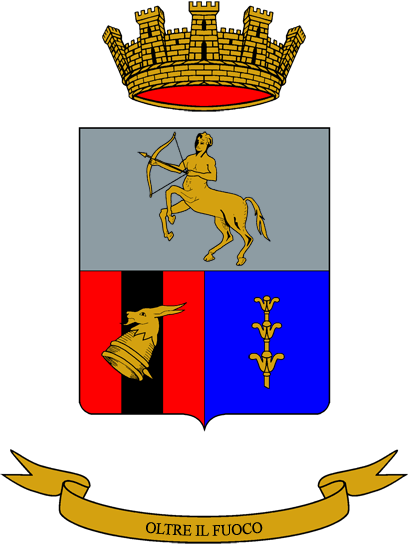
Stemma del 4º Battaglione carri "M.O. Passalacqua"
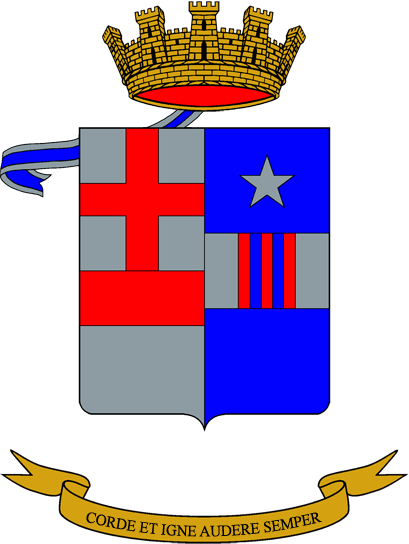
Stemma 11º Gruppo artiglieria da campagna "Monferrato"
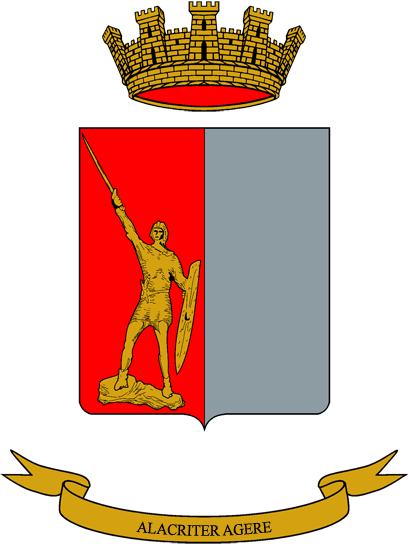
Stemma del Battaglione Logistico "Legnano"

## Motto della Brigata
"...e vincere bisogna" Il motto della Brigata trae origine dalla poesia Della canzone di Legnano parte prima Il Parlamento composta da Giosuè Carducci, dove il poeta con queste parole attribuite ad Alberto da Giussano vuole esaltare il patriottismo di quel combattente leggendario nella lotta dei Comuni italiani contro Federico I di Svevia detto il Barbarossa.